# Oda von Haldensleben
Oda von Haldensleben (en polonais : Oda Dytrykówna), née avant 962 et morte en 1023, est, en tant que seconde épouse du duc de Pologne Mieszko Ier, duchesse des Polanes de 978 à 992.

## Biographie
Elle est la fille aînée de Dietrich d’Haldensleben (mort en 985), comte en Saxe, peut-être parenté avec la dynastie ducale des Billung. Fidèle partisan du roi Otton Ier pendant l'insurrection du duc Liudolf de Souabe et combattant contre les tribus slaves, Dietrich est nommé le premier margrave de la Marche du Nord après le décès de Gero le Grand en 965. 
Selon la chronique de Dithmar, Oda était une religieuse au couvent du Kalbe jusqu’à son enlèvement et mariage avec Mieszko Ier, souverain de Pologne, en 978 – au mécontentement de l'évêque Hildiward d'Halberstadt. Se trouvait ainsi exprimé le rapprochement de Mieszko avec le Saint-Empire romain, bien qu'il ait temporairement soutenu la révolte d'Henri le Querelleur. Oda lui donnera trois garçons : Mieszko, Świętopełk et Lambert. Oda et ses fils, ainsi que le duc Mieszko Ier (appelé Dagome), sont cités dans une copie du Dagome Iudex datant de v. 1080, le premier document de l'État polonais. 
En 992, après la mort de Mieszko, elle essaie d’installer un de ses enfants sur le trône à la place de l’héritier légitime, Boleslas Ier le Vaillant, fils aîné de Mieszko, né de son premier mariage avec Dubravka, une fille du duc Boleslav Ier de Bohême. En 994, Boleslas le Vaillant expulse sa belle-mère et ses trois demi-frères qui ont fui par la Saxe. Il fait également crever les yeux de deux de leurs partisans. 